# Bát Ngư Khuyên
Bát Ngư Khuyên (chữ Hán giản thể: 鲅鱼圈区, âm Hán Việt: Bát Ngư Khuyên khu) là một quận thuộc địa cấp thị Dinh Khẩu, tỉnh Liêu Ninh, Cộng hòa Nhân dân Trung Hoa. Quận này có diện tích 268 m², dân số 300.000 người. Chính quyền nhân dân quận đóng tại số 15 đường Tiền Đường Giang, mã số bưu chính quận này là 115007. Quận Bát Ngư Khuyên được chia thành 4 nhai đạo (Hồng Hải, Hải Tinh, Vọng Hải, Hải Đông, Hùng Nhạc; 3 trấn: Lưu Truân, Hồng Kỳ, Sa Cương.